# Emanuel Kišerlovski
Emanuel Kišerlovski (3. kolovoza 1984.), hrvatski biciklist
Vozio je za Loboriku i Meridianu Kamen. Natječe se u ciklokrosu i cestovnim biciklističkim utrkama.
Godine 2005. prvak Hrvatske u kategoriji do 23 godine u cestovnom biciklizmu. Prvak Hrvatske u ciklokrosu 2009. godine. Brdski prvak Hrvatske 2014. godine. Natjecao se na prvom Tour of Croatia.